# Hiroshi Fukuda
Hiroshi Fukuda, jap. 福田 弘 (ur. 27 maja 1942) – japoński sztangista.
Olimpijczyk (Tokio 1964) oraz srebrny medalista mistrzostw świata (Sztokholm 1963) w podnoszeniu ciężarów. Startował w wadze koguciej (do 56 kg) oraz piórkowej (do 60 kg).

## Osiągnięcia

### Letnie igrzyska olimpijskie
- Tokio 1964 – 4. miejsce (waga piórkowa)

### Mistrzostwa świata
- Sztokholm 1963 –  srebrny medal (waga kogucia)
- Tokio 1964 – 4. miejsce (waga piórkowa) – mistrzostwa rozegrano w ramach zawodów olimpijskich

### Rekordy świata
- Esaki 1964 – 126 kg w wyciskaniu (waga piórkowa)